# Portsmouth (Ohio)
Portsmouth is een plaats (city) in de Amerikaanse staat Ohio en valt bestuurlijk gezien onder Scioto County.

## Demografie
Bij de volkstelling in 2000 werd het aantal inwoners vastgesteld op 20.909.
In 2006 is het aantal inwoners door het United States Census Bureau geschat op 20.132, een daling van 777 (-3.7%).

## Geografie
Volgens het United States Census Bureau beslaat de plaats een oppervlakte van
28,6 km², waarvan 27,9 km² land en 0,7 km² water. Portsmouth ligt op ongeveer 162 m boven zeeniveau.

## Plaatsen in de nabije omgeving
De onderstaande figuur toont nabijgelegen plaatsen in een straal van 12 km rond Portsmouth.

## Geboren
- Stuff Smith (1909–1967), jazzviolist
- Kathleen Battle (1948), sopraan